# Montbeton
Montbeton é uma comuna francesa na região administrativa da Occitânia, no departamento de Tarn-et-Garonne. Estende-se por uma área de 15.98 km², e possui 4.243 habitantes, segundo o censo de 2018, com uma densidade de 270 hab/km².